# Winglet

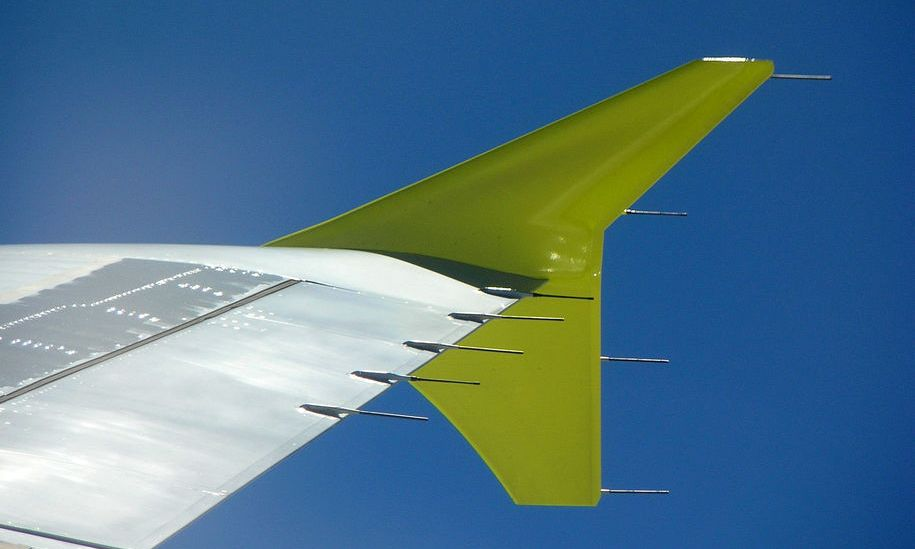
Winglet (Fence) egy Airbus A319-es típusú repülőgépen

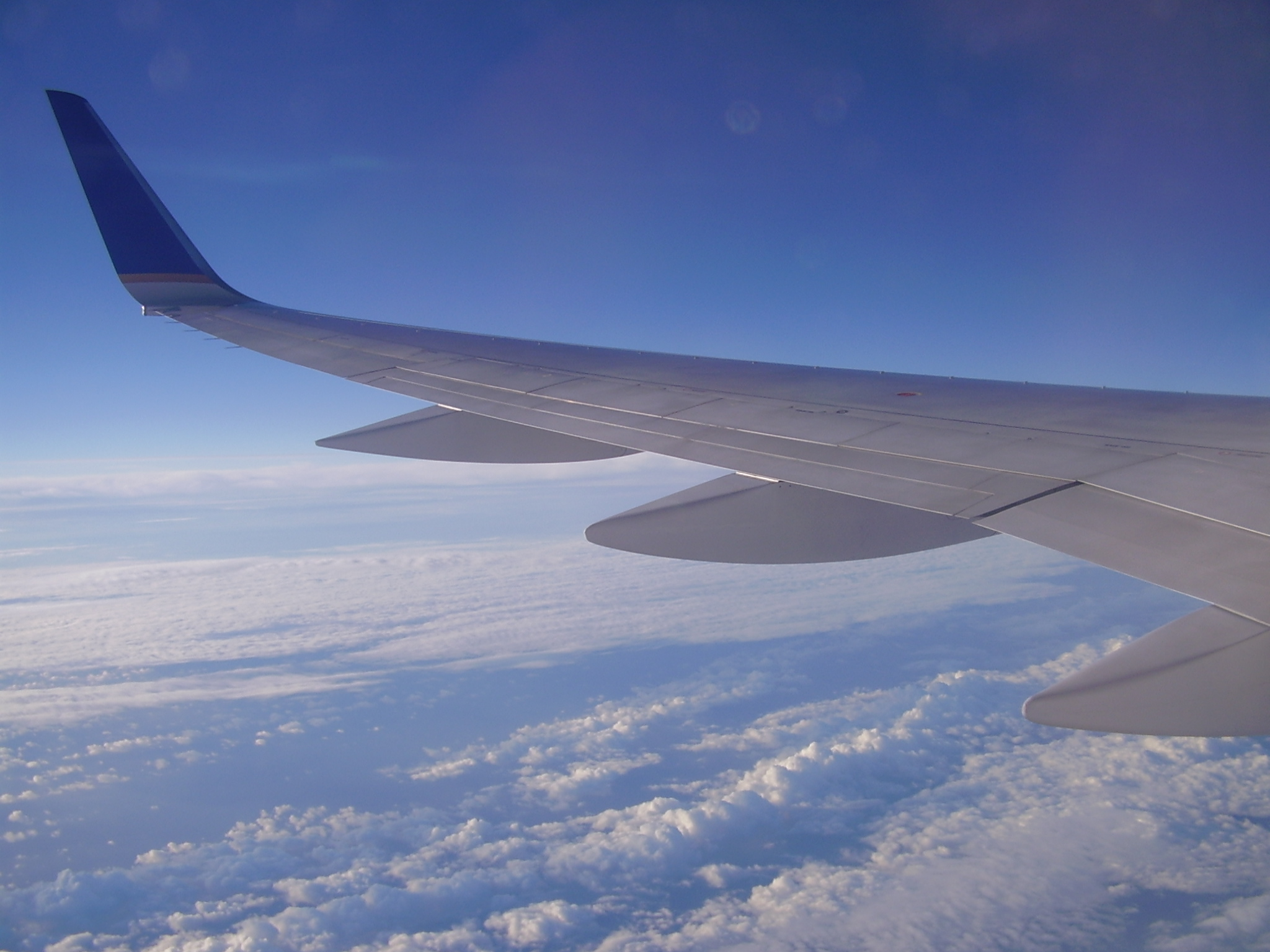
A Continental Airlines egy Boeing 757-esének szárnya és hajlított wingletje

A winglet (vagy szárnyfül, szárnyvégfül) egyes repülőgépek szárnyvégein található függőleges helyzetű segédszárny, vagy a szárnyvég felfelé hajlított meghosszabbítása. A winglet csökkenti a szárny végén keletkező légörvényeket, amelyek egyébként jelentősen növelnék a repülőgép légellenállását. A winglet különféle típusai:
- Örvényorsó: a szárnyvégen elhelyezett áramvonalas, nyújtott könnycsepp forma elsősorban az 1970-es évek elejéig alkalmazott megoldás, például a cseh típusokon (Morava, L–39 Albatros) gyakori. Előnye, hogy harci gépeknél üzemanyag-póttartályként felhasználható, vagy elektronikai hadviselésre zavaró modulok, szenzorok építhetők bele.

- Winglet: a szárnyvégnél szögletesen felhajtott felület. Előnye, hogy bizonyos régebbi típusokra utólagos fejlesztésként is ráépíthető, ez elsősorban a gazdaságosságra mindinkább törekvő légitársaságoknak fontos. Egyes újgenerációs típusokon, például Boeing 737NG utasgépeken kifejezetten nagyméretű, látványos wingletek találhatók.

- Blended winglet: a szárnyvégnél kecses ívben felhajtott felület, előnye, hogy az ilyen szárny több felhajtóerőt termel. Értelemszerűen csak az új tervezésű gépeken található meg, elsősorban szénszálas kompozit építésű szárnyaknál alakítható ki.

- Fence: az Airbus gépek jellegzetessége, a kisméretű winglet lemez a szárnyvég alatt és felett is megtalálható.